# زمین‌شناسی منطقه‌ای

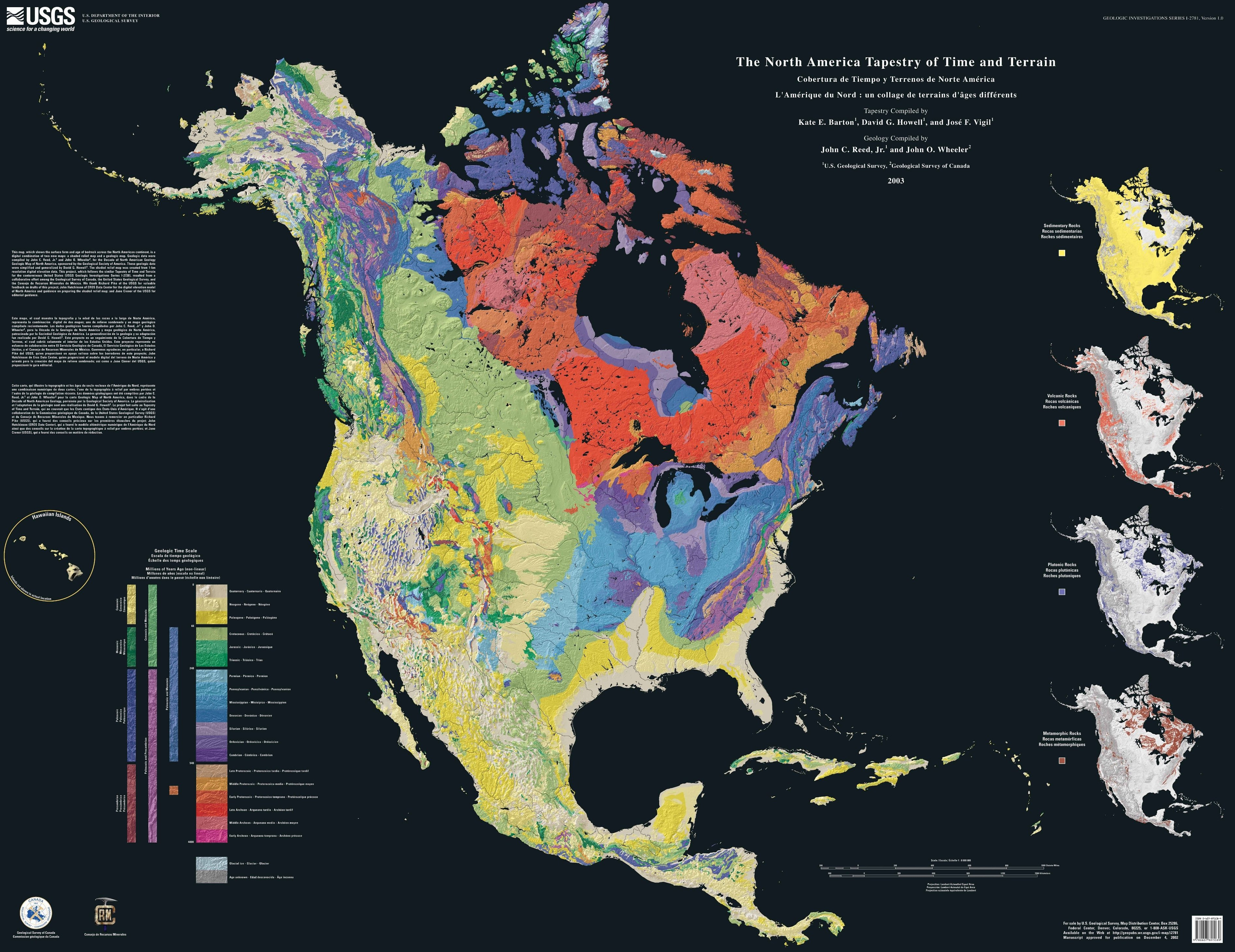
تصویر زمین‌شناسی زمین‌های آمریکای شمالی در سال 2003

زمین‌شناسی منطقه‌ای (انگلیسی: Regional geology) یا زمین‌شناسی بخشی، به مطالعه زمین‌شناسی مناطق در مقیاس بزرگ اطلاق می‌شود، که اغلب با مشارکت رشته‌های مختلف زمین‌شناسی و در کنار یکدیگر قرار دادن بخش‌بندی‌های مختلف، تاریخچه منطقه‌ای بدست می‌آید. این اصطلاح، معادل جغرافیای منطقه‌ای در دانش زمین‌شناسی می‌باشد. در زمین‌شناسی منطقه‌ای اندازه و مرزهای هر منطقه برحسب دوره‌های زمین‌شناسی و وقوع فرایندهای زمین‌شناسی تعریف می‌شود.